# Wałków
Wałków (prononciation : [ˈvau̯kuf]) est un village polonais de la gmina de Koźmin Wielkopolski dans le powiat de Krotoszyn de la voïvodie de Grande-Pologne dans le centre-ouest de la Pologne.
Il se situe à environ 7 kilomètres au nord de Koźmin Wielkopolski (siège de la gmina), à 23 kilomètres au nord de Krotoszyn (siège du powiat) et à 70 kilomètres au sud-est de Poznań (capitale régionale).
Le village possède une population approximative de 200 habitants.

## Histoire
De 1975 à 1998, le village faisait partie du territoire de la voïvodie de Kalisz.

Depuis 1999, Wałków est situé dans la voïvodie de Grande-Pologne.